# 第153師団 (日本軍)
第153師団（だいひゃくごじゅうさんしだん）は、大日本帝国陸軍の師団の一つ。
太平洋戦争の末期、1945年（昭和20年）1月20日に帝国陸海軍作戦計画大綱が策定された結果、本土決戦に備えるべく急造が決定した54個師団の一つであり、そのうちの第一次兵備として、2月28日に編成が命じられた16個の沿岸配備師団の一つである。

## 師団概要
京都で編成、第13方面軍の戦闘序列に編入された。

### 歴代師団長
- 稲村豊二郎 中将：1945年（昭和20年）4月1日 - 終戦

### 参謀長
- 大熊初五郎 中佐：1945年（昭和20年）4月1日 - 終戦[1]

### 最終所属部隊
- 歩兵第441連隊（敦賀）：松本昌次大佐
- 歩兵第442連隊（京都）：坂本嘉四郎大佐
- 歩兵第443連隊（敦賀）：山本信輝大佐
- 歩兵第444連隊（京都）：西川正行大佐
- 第153師団砲兵隊
- 第153師団速射砲隊
- 第153師団輜重隊
- 第153師団通信隊
- 第153師団兵器勤務隊
- 第153師団野戦病院